# Dubrave (Barajevo)
Pour les articles homonymes, voir Dubrave.

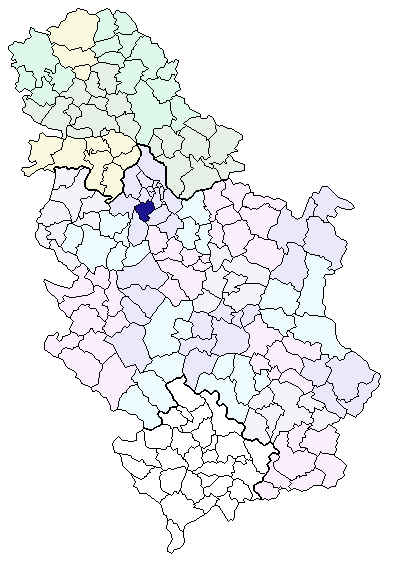
Situation de la municipalité de Barajevo en Serbie

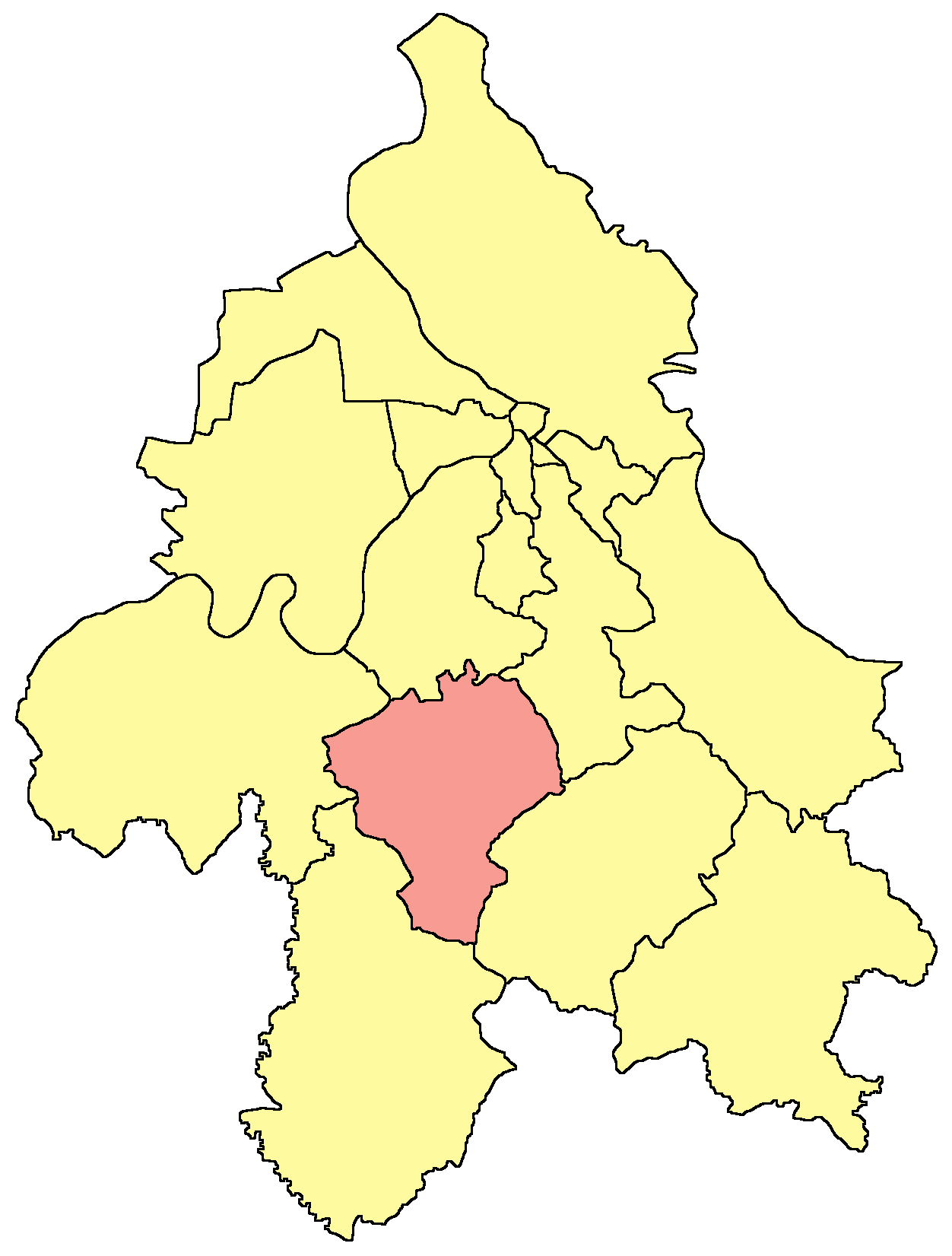
Situation de la municipalité de Barajevo dans le district de Belgrade

Dubrave, en serbe cyrillique Дубраве, est un village de Serbie situé dans la municipalité de Barajevo, district de Belgrade.